# Platypalpus wagneri
Platypalpus wagneri är en tvåvingeart som beskrevs av Patrick Grootaert och Chvala 1992. Platypalpus wagneri ingår i släktet Platypalpus och familjen puckeldansflugor. Inga underarter finns listade i Catalogue of Life.